# Live in Amsterdam (álbum de Janis Joplin)
Live in Amsterdam es un álbum en vivo de Janis Joplin con Kozmic Blues Band lanzado en 1974. El concierto fue dado el 1 de abril de 1969 en Ámsterdam, Países Bajos. El álbum se caracteriza por incluir el inédito en vivo de la canción de Sam Andrew, «Combination of The Two» y la actuación de Joplin con Snooki Flowers en la canción de Otis Redding, «Can't Turn You Loose».

## Lista de canciones
| N.º | Título | Duración |  |

## Intérpretes
- Janis Joplin - Voz
- Sam Andrew - Guitarra
- Brad Campbell - Bajo eléctrico
- Richard Kermode - Órgano eléctrico
- Maury Baker - Batería
- Lonnie Castille - Tambores
- Terry Clements - Saxofón tenor
- Cornelius Flowers - Saxofón barítono
- Luis Gasca - Trompeta

- Datos: Q6657450